# 波茨峰
波茨峰（英語：Potts Peak），是南極洲的山峰，位於南設得蘭群島的喬治王島北岸，處於埃爾德雷德冰川西岸，在1960年由英國南極名稱諮詢委員會命名，現時由南極條約體系管理。